# 墨姓
墨姓是中文姓氏之一，在明朝《百家姓续编》中排第494位。在现代是极罕见的姓氏。

## 起源
墨姓有多个来源，主要出於姜姓、子姓：
1. 姜姓墨氏：源于姜姓，神農氏之後，出自炎帝后裔夏禹帝师墨如之后，属于以先祖名字为氏。据史籍《潜夫论》记载：“禹师墨如。”在啟繼位之后，封姜墨如的儿子姜胎初为孤竹国的国君，姜胎初就以父亲的名字为姓氏，称墨胎初，世代相传为墨胎氏，亦称墨台氏，其后有族人省文简改为单姓墨氏，世代相传至今。据史籍《通志·氏族略》记载：“本墨台氏，后改为墨氏。”在墨如、墨胎初、墨胎、墨胎允、墨胎智的后裔子孙中，多有称墨氏者，世代相传至今，史称墨氏正宗。墨氏族人大多尊奉墨如为得姓始祖。
2. 子姓墨氏：源于子姓，《通志·氏族略》记载春秋时宋国君主宋成公之子，墨台的后代。孤竹君之後有墨台，墨台氏後改為墨氏。
3. 源于蒙古族，属于汉化改姓为氏。据史籍《清朝通志·氏族略·蒙古八旗姓》记载。
4. 源于满族，属于汉化改姓为氏。据史籍《清朝通志·氏族略·满洲八旗姓》、《黑龙江志稿·人物志》记载。
5. 源于达斡尔族，属于汉化改姓为氏。据史籍《黑龙江志稿》记载。

## 郡望
- 梁郡：南朝宋改梁国为郡。今河南商丘至安徽砀山一带。

## 延伸阅读
[在维基数据编辑]
 《百家姓》
 《欽定古今圖書集成·明倫彙編·氏族典·墨姓部》，出自陈梦雷《古今圖書集成》